# Microlicia euphorbioides
Microlicia euphorbioides är en tvåhjärtbladig växtart som beskrevs av Carl Friedrich Philipp von Martius. Microlicia euphorbioides ingår i släktet Microlicia och familjen Melastomataceae. Inga underarter finns listade i Catalogue of Life.